# Чонмо
Чонмо́ (хангыль кор. 전모, ханча: 氈帽) — традиционный корейский женский головной убор периода Чосон. Из-за табу конфуцианской философии в конструкции многих женских шляп была длинная вуаль, похожая на юбку, закрывающая голову и скрывающая лицо от мужчин. Однако у чонмо такого элемента не было, так как её носили, как правило, куртизанки кисэн.

## История

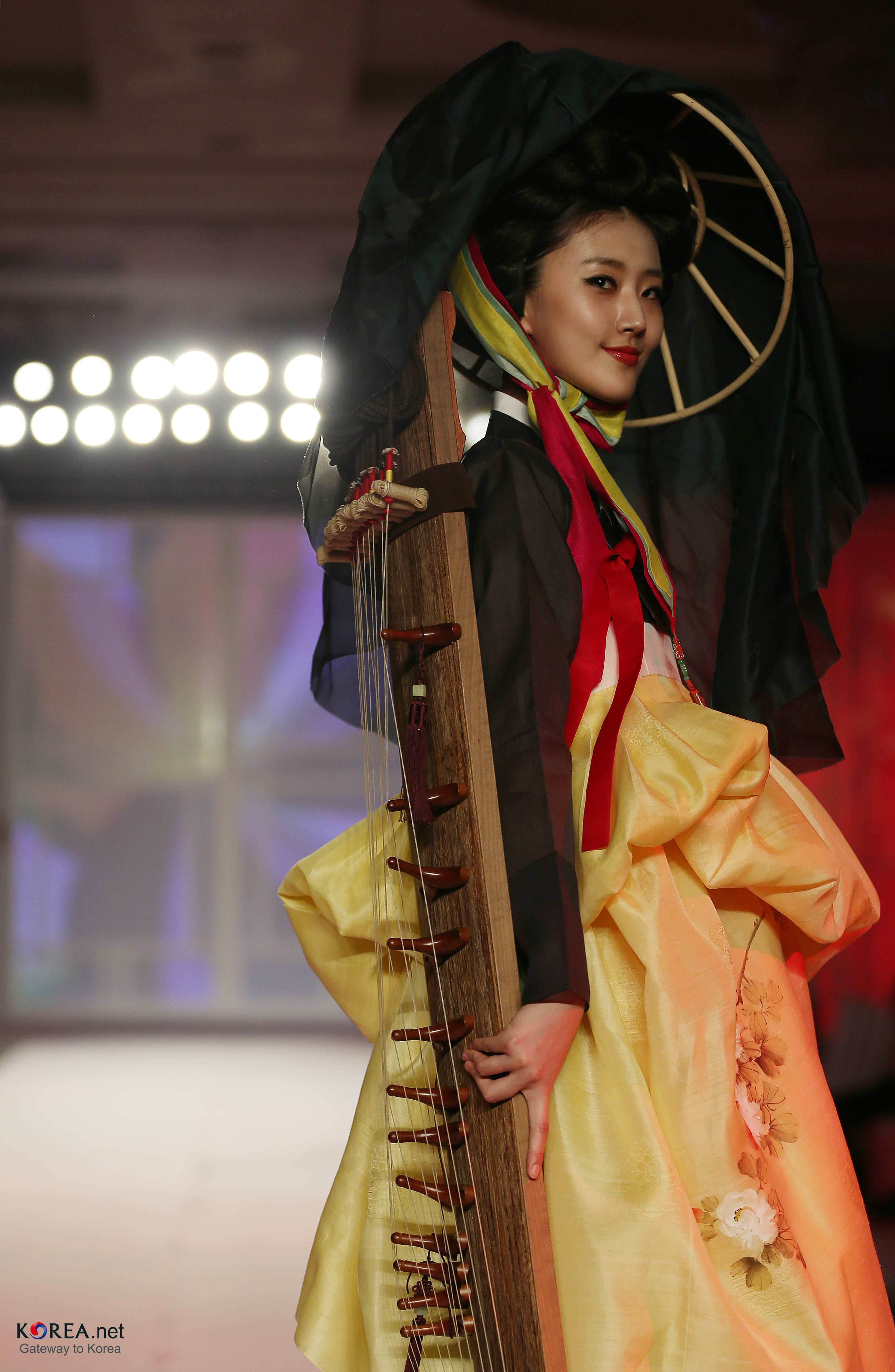
Женщина в чонмо

Государство Великий Чосон, существовавшее на территории современной Кореи с 1392-о по 1897-й годы, среди иностранцев было известно как «Страна шляп». Американский астроном и востоковед Персиваль Лоуэлл после визита в Чосон, отметил, что головные уборы этой страны впечатлили его своим разнообразием, оригинальностью и практичностью. В отличие от западного общества, где шляпы выполняли, скорее, декоративную функцию и шли дополнением к одежде, в поздней истории Государства Чосон его головные уборы служили не только украшением, но и также защищали от холода и жары и подчёркивали социальный статус носящего. При этом разнообразие женских шляп было куда меньшим, чем мужских.

## Назначение и внешний вид
Стиль одежды регулировала конфуцианская философия. В частности она вынуждала женщин скрывать от мужчин свои лица. Это заметно повлияло на внешний вид головных уборов. Как правило, в конструкции женской шляпы была длинная вуаль, похожая на юбку, закрывающая голову. Однако у чонмо такого элемента не было.
Чонмо по форме напоминала зонт с плоской верхней частью и лентами с двух сторон для завязывания под подбородком. На бамбуковый каркас накладывали бумагу, украшали её различными изображениями, например, символами, цветами или бабочками. После декорации чонмо пропитывали в масле, чтобы сделать её водонепроницаемой. Размеры шляпы могли быть примерно 68 сантиметров в диаметре и 18 сантиметров в высоту.
Чонмо предназначалась для защиты от солнечного света на прогулке или езде верхом. Носили её преимущественно корейские куртизанки кисэн.